# Córtex motor
O córtex motor é a região do córtex cerebral que é responsável pelo planejamento, controle e execução de atividades motoras voluntárias. Caracteristicamente, o córtex motor é uma área do lobo frontal, localizada posterior ao gíro pré-central (correspondente à área 4 de Brodmann) e, imediatamente, anterior ao sulco central.

## Componentes
O córtex motor pode ser dividido em três áreas:
1. Córtex motor primário: é o principal contribuinte para a geração de impulsos neurais que descem para a medula espinhal e controlam a execução do movimento. No entanto, algumas das outras áreas motoras do cérebro também desempenham um papel nessa função. Está localizado no lóbulo paracentral anterior na superfície medial.
2. Córtex pré-motor: é responsável por alguns aspectos do controle motor, possivelmente incluindo a preparação para o movimento, a orientação sensorial do movimento, a orientação espacial do alcance ou o controle direto de alguns movimentos com ênfase no controle dos músculos proximais e do tronco do corpo. Localizado anteriormente ao córtex motor primário.
3. Córtex motor suplementar: tem muitas funções propostas, incluindo o planejamento de movimento gerado internamente, o planejamento de sequências de movimento e a coordenação dos dois lados do corpo, como na coordenação bimanual. Localizado na superfície da linha média do hemisfério anterior ao córtex motor primário.

### Córtex motor primário (M1)
Localizado na primeira convolução dos lobos frontais, anterior ao sulco central. Se inicia na fissura silviana e se espalha superiormente para a região cerebral, onde se dobra para dentro da fissura longitudinal. As áreas correspondentes:
- face e ovulo: perto da fissura silviana;
- braços e mãos: porções médias do córtex motor primário;
- tronco: perto do ápice cerebral;
- pernas e pés: parte do córtex motor que se dobra para dentro da fissura longitudinal.

Mais da metade do córtex motor primário está relacionado com o controle das mãos e músculos da fala, com uma representação mais específica para esses músculos. Ele também é responsável pelos elementos específicos do movimento como direção, velocidade, aceleração e força.

### Área pré-motora
Situa-se anterior ao córtex motor primário, projetando-se 2 cm em direção anterior. Se estende inferiormente para o interior da fissura silviana e superiormente para o interior da fissura longitudinal, onde faz limite com a área motora suplementar. A organização topográfica é grosseiramente igual ao córtex motor primário. Os sinais nervoso gerados na área pré-motora causam padrões de movimento envolvendo grupos musculares que executam funções específicas (posicionar ombros e braços), sendo os sinais enviados para o córtex motor primário para excitar grupos musculares múltiplos ou para os núcleos da base, de onde via tálamo são enviados de volta ao córtex cerebral primário.

### Área motora suplementar
Localizada superior à área pré-motora, situando-se sobre o sulco longitudinal, classificação área 6 de Brodmann. Quando as contrações são obtidas, são frequentemente bilaterais, em vez de unilaterais. Esta área funciona em conjunto com a área pré-motora para provocar movimentos posturais.

Outras regiões do cérebro fora do córtex cerebral também são de grande importância para a função motora, principalmente o cerebelo, os gânglios da base, o núcleo pedunculopontino e o núcleo rubro, bem como outros núcleos motores subcorticais .

## Algumas áreas especializadas de controle motor
- Área de Boca e a Fala;
- Campo dos Movimentos Oculares “voluntários”;
- Área de Rotação da Cabeça;
- Área para as Habilidades Manuais.